# Lajos Fülöp portugál infáns
Bragança Lajos Fülöp (ismert még mint Portugáliai Lajos Fülöp infáns, portugálul: Luís Filipe de Bragança; Belém, Portugál Királyság, 1887. március 21. – Lisszabon, Portugál Királyság, 1908. február 1.), a Bragança–Szász–Coburg–Gothai-házból származó portugál infáns, Beira, Barcelos és Bragança hercege, I. Károly portugál király és Amélie d’Orléans királyné legidősebb gyermeke, a Portugál Királyság trónörököse. A királyi család ellen 1908-ban elkövetett lisszaboni merénylet során apjával együtt életét vesztette. A portugál királyi címet öccse, Mánuel infáns örökölte.

## Származása

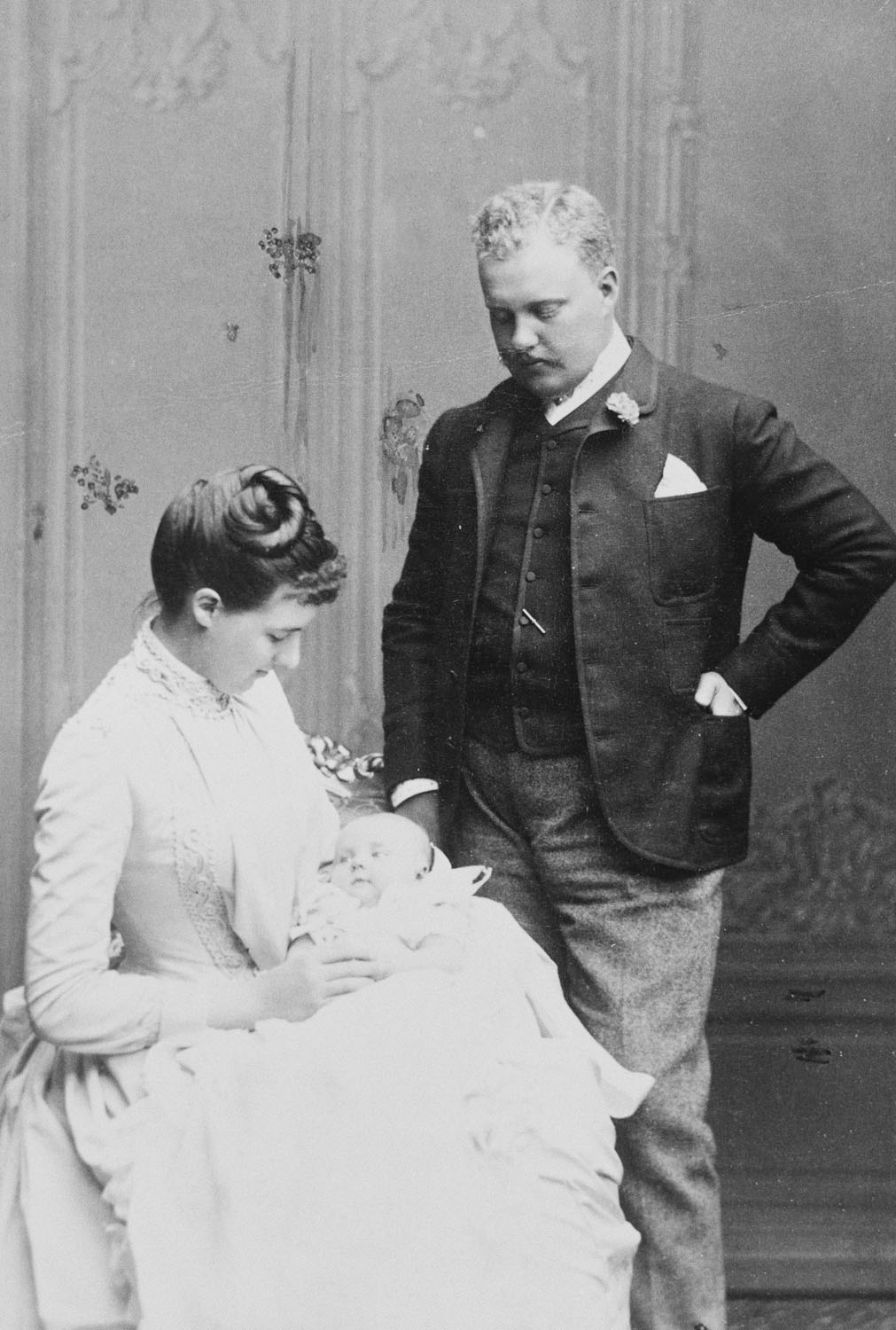
I. Károly király és Amélie d’Orléans királyné az egy éves Lajos Fülöp trónörökössel 1888-ban

Lajos Fülöp infáns 1887. március 21-én született a lisszaboni Belémben, a portugál uralkodói család, a Bragança–Szász–Coburg–Gothai-ház tagjaként. Apja I. Károly portugál király, aki I. Lajos király és Savoyai Mária Pia királyné legidősebb fia volt. Apai nagyapai dédszülei Ferdinánd szász–coburg–koháry herceg (Koháry Ferenc József unokája) és II. Mária portugál királynő (I. Péter brazil császár leánya), míg apai nagyanyai dédszülei II. Viktor Emánuel olasz király és Habsburg–Lotaringiai Adelheid főhercegnő (Habsburg–Lotaringiai Rainer József lombard–velencei alkirály leánya) voltak.
Édesanyja a Bourbon-ház orléans-i ágából származó Amélie d’Orléans hercegnő, Philippe d’Orléans herceg és Marie Isabelle d’Orléans infánsnő legidősebb leánygyermeke volt. Anyai nagyapai dédszülei Ferdinand-Philippe d’Orléans francia trónörökös és Mecklenburg–Schwerini Ilona (Frigyes Lajos mecklenburg–schwerini trónörökös herceg leánya), míg anyai nagyanyai dédszülei Antoine d’Orléans francia királyi herceg és Spanyolországi Lujza Ferdinanda infánsnő (VII. Ferdinánd spanyol király második leánya) voltak.

## Címei és titulusai
- 1887. március 21. – 1889. október 19.: Ő királyi felsége Beira hercege és Barcelos hercege
- 1889. október 19. – 1908. február 1.: Ő királyi felsége a Portugál koronaherceg, Bragança hercege